# Chaveyo
 (juin 2009).
Chaveyo ou Tseeveyo est un kachina dans la culture hopi. Il s'agit d'un ogre.